# Asellariaceae
Asellariaceae är en familj av svampar. Enligt Catalogue of Life ingår Asellariaceae i ordningen Asellariales, divisionen oksvampar och riket svampar, men enligt Dyntaxa är tillhörigheten istället ordningen Asellariales, klassen Trichomycetes, divisionen oksvampar och riket svampar.
| Asellariaceae | \| \| Asellaria \| \| \| \| \| \| Baltomyces \| \| \| \| \| \| Orchesellaria \| \| \| \| |
|               | \| \| Asellaria \| \| \| \| \| \| Baltomyces \| \| \| \| \| \| Orchesellaria \| \| \| \| |
|               | Asellaria                                                                                |
|               |                                                                                          |
|               | Baltomyces                                                                               |
|               |                                                                                          |
|               | Orchesellaria                                                                            |
|               |                                                                                          |

|  | Asellaria     |
|  |               |
|  | Baltomyces    |
|  |               |
|  | Orchesellaria |
|  |               |